# Kościół Matki Bożej Fatimskiej w Rozborzu
Kościół Matki Boskiej Fatimskiej w Rozborzu – kościół parafialny znajdujący się we wsi Rozbórz w powiecie przeworskim.

## Historia
Uroczystość poświęcenia placu pod budowę kościoła oraz wbudowanie tam krzyża odbyła się 12 maja 2002 roku. 26 czerwca 2008 roku wydano dekret o ustanowieniu rektoratu – pierwszym kapłanem został ks. dr Jan Gołąb. Kościół konsekrowano 15 czerwca 2008 roku. Uroczystości tej przewodniczył abp Józef Michalik.